# Vertagopus
Genre
Vertagopus est un genre de collemboles de la famille des Isotomidae.

## Liste des espèces
Selon Checklist of the Collembola of the World (version du 4 septembre 2019) :
- Vertagopus abeloosi Poinsot, 1965
- Vertagopus alpinus Haybach, 1972
- Vertagopus alpus Christiansen & Bellinger, 1980
- Vertagopus arborata Fusheng, Huifen & Yueling, 1993
- Vertagopus arboreus (Linnæus, 1758)
- Vertagopus arcticus Martynova, 1969
- Vertagopus asiaticus Potapov, Gulgenova & Babykina, 2016
- Vertagopus beta Christiansen & Bellinger, 1980
- Vertagopus brevicaudus (Carpenter, 1900)
- Vertagopus ceratus Potapov, Gulgenova & Babykina, 2016
- Vertagopus ciliatus Christiansen, 1958
- Vertagopus cinereus (Nicolet, 1842)
- Vertagopus haagvari Fjellberg, 1996
- Vertagopus helveticus Haybach, 1980
- Vertagopus laricis Martynova, 1975
- Vertagopus monta (Christiansen & Bellinger, 1980)
- Vertagopus montanus Stach, 1947
- Vertagopus obscurus Wahlgren, 1906
- Vertagopus pallidus Martynova, 1974
- Vertagopus persea Wray, 1952
- Vertagopus pseudocinereus Fjellberg, 1975
- Vertagopus reuteri (Schött, 1893)
- Vertagopus sarekensis (Wahlgren, 1906)
- Vertagopus tianschanicus Martynova, 1969
- Vertagopus westerlundi (Reuter, 1898)

## Publication originale
- Börner, 1906 : Das System der Collembolen nebst Beschreibung neuer Collembolen des Hamburger Naturhistorischen Museums. Jahrbuch der Hamburgischen Wissenschaftlichen Anstalten, vol. 23, no 2, p. 147-186 (texte intégral).